# 京街
京街（英語：King Street）是香港灣仔區銅鑼灣大坑的一條街道，而這條街是以前殖民地工務司經亨利（Thomas Henry King）命名，

## 沿線建築物
- 京街4號
- 京街12號
- 京街15號
- 京街8-9號
- 京街22號